# Gare de Vis-à-Marles
Gare de Vis-à-Marles vasútállomás Franciaországban, Marles-les-Mines településen.

## Vasútvonalak
Az állomást az alábbi vasútvonalak érintik:
- Fives-Abbeville-vasútvonal

## Kapcsolódó állomások
A vasútállomáshoz az alábbi állomások vannak a legközelebb:
- Gare de Béthune
- Gare de Calonne-Ricouart